# Penápolis
Penápolis este un oraș în São Paulo (SP), Brazilia.